# سیارک ۱۰۵۵۴
سیارک ۱۰۵۵۴ (به انگلیسی: 10554 Vasterhejde، نامگذاری:1993FO34) ده هزار و پانصد و پنجاه و چهارمین سیارک کشف شده‌است که در ۱۹ مارس ۱۹۹۳ کشف شد.
قدر مطلق سیارک برابر ۲۶٫۹ است.